# 賈高博

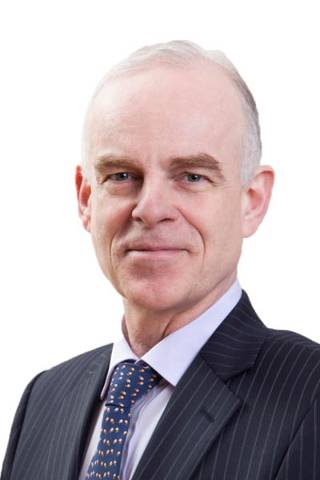
贾高博

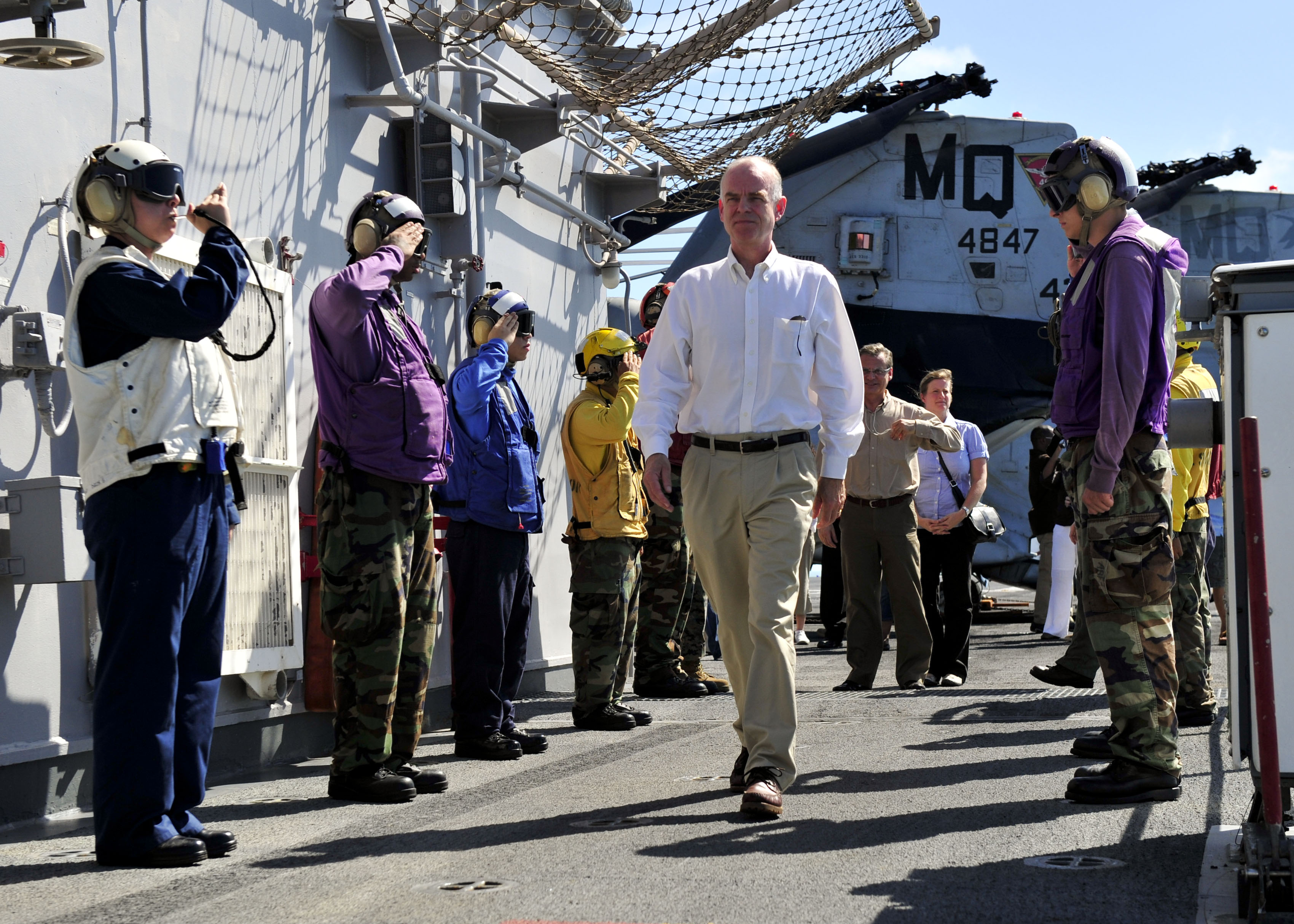
2010年的贾高博

贾高博 (荷蘭語：Aart Jacobi, 1955年2月16日—)，荷兰外交官，2012年－2015年担任荷兰驻华大使。贾高博是他的汉名。

## 生平
1955年出生于荷兰希森兰登，1981年毕业于京都大学，获得法学学位。1982年毕业于莱顿大学，获得日本学研究学位。1984年起贾高博在荷兰外交部工作。1994年开始在海牙陆续担任各种职位。1997年担任荷兰驻西班牙大使馆经济部主管，2001年担任荷兰驻日本大使馆经济部主管。2005年返回荷兰担任外交部主管人权人道主义救助相关职位。
2009年8月被任命为荷兰驻苏里南大使，2012年8月被任命为荷兰驻华大使以及荷兰驻蒙古大使。2015年12月被任命为荷兰驻日本大使。
凯罗接任贾高博，2015年12月开始担任新一任驻华大使。

## 家庭
有一个日本妻子Tomoko Nishimura和两个孩子。